# Horní Blatná
Horní Blatná (niem. Bergstadt Platten) – miasto w północno-zachodnich Czechach, w kraju karlowarskim, w powiecie Karlowe Wary, u stóp Rudaw.
W pobliżu miasta znajduje się szczyt Blatenský vrch, na którym jest wieża widokowa.
Według danych z 1 stycznia 2024, liczba mieszkańców miasta wynosi 382 osoby (3525. miejsce w kraju wśród miejscowości; 603. miejsce wśród miast).

## Historia
Założona w roku 1532. Status miasta uzyskała 23 stycznia 2007 r.

## Demografia
| Rok             | 2008 | 2016 | 2024 |
| --------------- | ---- | ---- | ---- |
| Liczba ludności | 843  | 445  | 382  |

## Zabytki
- Barokowy, jednonawowy kościół św. Wawrzyńca (cz. kostel sv. Vavřince) zbudowany ok. 1754 r.

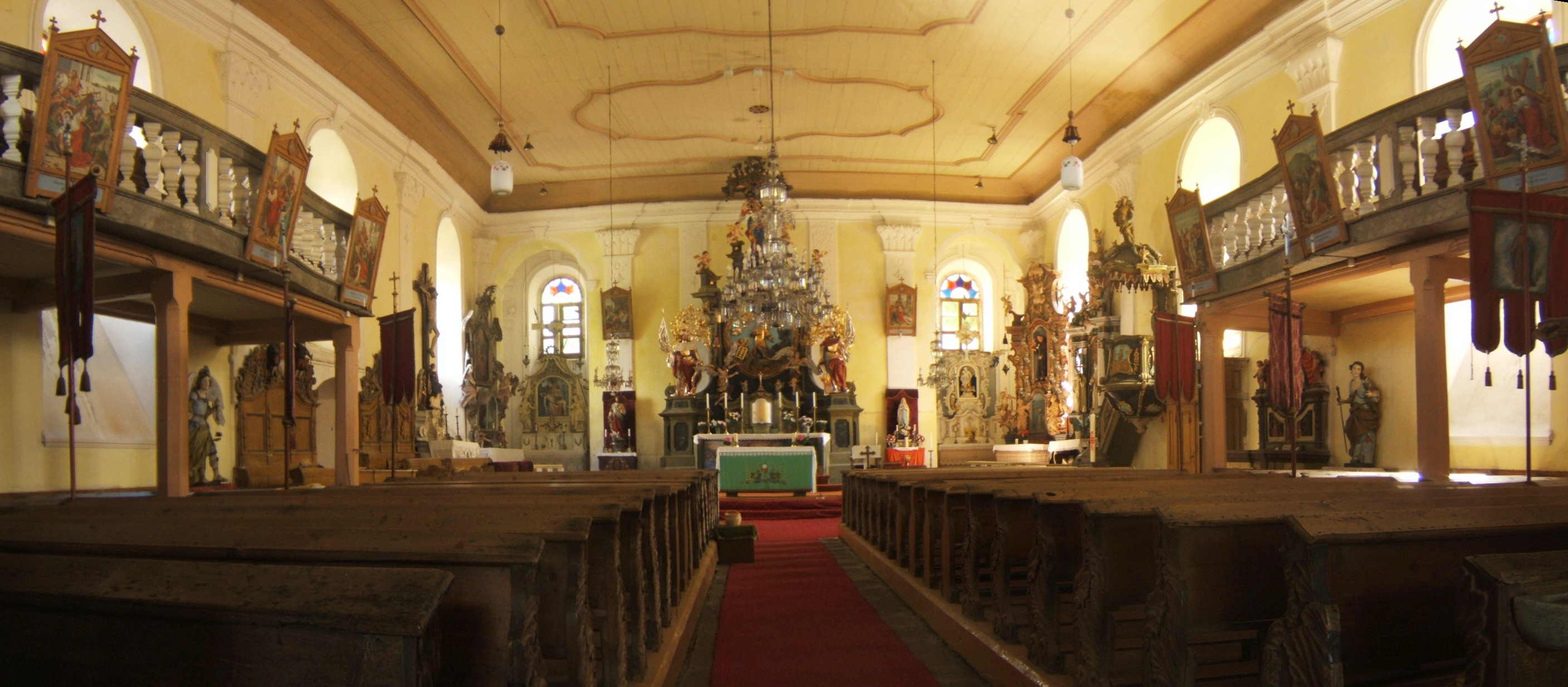
Wnętrze kościoła św. Wawrzyńca